# 農林街道
農林街道（のうりんがいどう）は、広州市越秀区の街道。現行行政地名は農林街道中山二路社区、農林街道農林上路社区などの社区8個がある。

## 地理
広州市越秀区の中東部に位置している。

## 行政区画
8街道を管轄する。
| 番号 | 社区名       | 番号 | 社区名         |
| ---- | ------------ | ---- | -------------- |
| 01   | 中山二路社区 | 05   | 竹絲二馬路社区 |
| 02   | 馬棚崗社区   | 06   | 農林上路社区   |
| 03   | 執信南社区   | 07   | 東園新村社区   |
| 04   | 竹絲崗社区   | 08   | 東風東路社区   |

## 施設

### 交通
・地下鉄の駅：